# ケニー・ビー
ケニー・ビー（Kenny Bee、 鍾鎮濤、1953年2月23日 - ）は、香港の俳優、ミュージシャン。

## 出演作品
- Together
- 恋するカエル王子
- 頭文字D THE MOVIE（立花祐一）
- ツイン・ショット
- 花好月円
- ヒーリング・ハート
- 歌って恋して
- 独身貴族/別れてもダメな人
- 金玉満堂/決戦!炎の料理人
- 黒薔薇VS黒薔薇II
- 果てぬ想い
- ゴッド・ギャンブラー/リターンズ
- チャウ・シンチー 新精武門
- 神鳥伝説
- スパイゲーム
- 風にバラは散った
- 仔猫のように抱きしめて
- バーニング・センセーション
- サモ&ケニー/人質に気をつけろ!
- 夫婦前妻!
- 殺したい妻たちへ
- 上海ブルース
- 川の流れに草は青々
- 風が踊る
- ステキな彼女
- 花椒の味